# George Motola
George Motola (Hartford, 15 november 1919 - 15 februari 1991) was een Amerikaanse muziekproducent, songwriter en geluidstechnicus.

## Carrière
Na zijn jeugd in Hartford ging de zoon van een Italiaanse migrantenfamilie medio jaren 1950 naar Los Angeles, waar hij als producent werkte voor Modern Records. Daar ontfermde hij zich over rhythm-and-blues-artiesten als Jesse Belvin, Young Jessie en Jimmy Beasley. Zijn succesvolste compositie was Goodnight My Love (Pleasant Dreams), die hij samen componeerde met Jessy Belvin, die zijn co-auteurscredits verkocht aan de aanwezige songwriter John Marascalco. De song werd een hit en een standard van de Amerikaanse popmuziek.
Voor zijn eigen label Tender Records formeerde hij uit Belvin, Frankie Ervin en Johnny 'Guitar' Watson de band The Shields, wiens cover You Cheated van Slade bij de landelijk optredende uitgever Dot Records een hit werd. Een verdere opname voor Tender Records was Rockin' This Joint Tonight (1960) van Kid Thomas.
Motola was een markante songwriter. Bij de BMI staan 121 titels geregistreerd, waaronder Shattered Dreams van het trio van Johnny Burnette, Here Comes Henry (Jerry Leiber & Mike Stoller) van Young Jessie, Annie's Back van Ernie Fields en Lou Be Do van Sanford Clark. De meeste samenwerkingen schiep hij met zijn vrouw Rickie Page, waaronder Jeannie, Jeannie, Jeannie van Eddie Cochran. Zijn vrouw noemde bovendien haar meidengroep The Georgettes naar haar mans voornaam.

## Overlijden
Motola overleed in 1991 op 71-jarige leeftijd. Tijdens het uitstrooien van zijn as op zee zong Gretchen Christopher van The Fleetwoods zijn grootste hit Goodnight My Love.